# ريوتارو هاشيموتو
ريوتارو هاشيموتو (باليابانية: 橋本 龍太郎 هاشيموتو ريوتارو) (29 يوليو 1937 - 1 يوليو 2006) كان سياسي ياباني شغل منصب رئيس الوزراء الياباني الثاني والثمانون.
يذكر أن هاشيموتو الذي ينتمي للحزب الديمقراطي الحر كان رئيس وزراء اليابان في الفترة من 1996 - 1998 وأنه اعتزل السياسة العام 2005 لاسباب صحية، اعتمد هاشيميتو خلال فترة توليه منصب رئيس وزراء اليابان إصلاحات في النظام المالي لليابان ولكنه لم ينجح فيما بعد في الحصول على تأييد اليابانيين له خلال انتخابات عام 1998 وذلك بسبب الزيادات الضريبية التي أقرها عندما كان رئيس الحكومة.

## روابط خارجية
- ريوتارو هاشيموتو على موقع الموسوعة البريطانية (الإنجليزية)
- ريوتارو هاشيموتو على موقع مونزينجر (الألمانية)
- ريوتارو هاشيموتو على موقع إن إن دي بي (الإنجليزية)